# NGC 5116
NGC 5116 é uma galáxia espiral barrada (SBc) localizada na direcção da constelação de Coma Berenices. Possui uma declinação de +26° 58' 53" e uma ascensão recta de 13 horas, 22 minutos e 55,7 segundos.
A galáxia NGC 5116 foi descoberta em 11 de Abril de 1785 por William Herschel.